# Новогромово (деревня, Москва)
Новогромово — деревня в Троицком административном округе Москвы  (до 1 июля 2012 года была в составе Подольского района Московской области). Входит в состав района Вороново.

## Население
| 2002 | 2006 | 2010 |
| ---- | ---- | ---- |
| 25   | ↘17  | ↗22  |

Согласно Всероссийской переписи, в 2002 году в деревне проживало 25 человек (13 мужчин и 12 женщин).

## География
Деревня Новогромово расположена примерно в 65 км к юго-западу от центра Москвы. Рядом с деревней находится платформа Новогромово Большого кольца МЖД.